# Aéroport de Cascavel
Pour les articles homonymes, voir CAC.
L'aéroport de Cascavel (Adalberto Mendes da Silva Airport, (code IATA : CAC • code OACI : SBCA) dessert la ville de Cascavel dans l'État du Paraná au Brésil.
Il a été inauguré en 1977, et dispose d'une piste de 1 780 m depuis janvier 2013.

## Situation
| \| 200 km1:42 212 000 \| São Paulo-Guarulhos São Paulo-Congonhas Brasília Rio-Galeão Belo Horizonte Campinas Rio-Santos-Dumont Recife Porto Alegre Salvador Fortaleza Curitiba Florianópolis Belém Vitória Goiânia Manaus Navegantes |
| 200 km1:42 212 000 |